# Ehrharta
Ehrharta Thunb. é um género botânico pertencente à família Poaceae, subfamília Ehrhartoideae, tribo Ehrharteae.
Suas espécies ocorrem na África, Ásia, Australásia, Pacífico, América do Norte e América do Sul.
Na classificação taxonômica de Jussieu (1789), Erharta é um gênero botânico,  ordem Gramineae,  classe Monocotyledones com estames hipogínicos (quando os estames se inserem no receptáculo da flor abaixo do nível do ovário).

## Sinônimos
- Diplax Benn.
- Microchlaena Kuntze (SUO)
- Microlaena R.Br.

## Espécies
| - Ehrharta abyssinica Hochst. - Ehrharta acuminata (R. Br.) Spreng. - Ehrharta adscendens Schrad. - Ehrharta aemula Schrad. - Ehrharta aphylla Schrad. - Ehrharta aristata Thunb. - Ehrharta auriculata Steud. - Ehrharta avenacea Willd. ex Schult. & Schult. f. - Ehrharta banksii Gmel. - Ehrharta barbinodis Nees ex Trin. - Ehrharta brachylemma Pilg. - Ehrharta brevifolia Schrad. - Ehrharta bulbosa Sm. - Ehrharta calycina Sm. - Ehrharta capensis Thunb. - Ehrharta cartilaginea Sm. - Ehrharta caudata A. Gray - Ehrharta colensoi Hook. f. - Ehrharta contexta F. Muell. - Ehrharta deflexa Pignatti - Ehrharta delicatula Stapf - Ehrharta diarrhena F. Muell. - Ehrharta diffusa Mez - Ehrharta digyna Thunb. - Ehrharta diplax F. Muell. - Ehrharta distichophylla Labill. - Ehrharta dodii Stapf - Ehrharta drummondiana (Nees) Steud. - Ehrharta dura Nees ex Trin. - Ehrharta eburnea Gibbs.-Russ. - Ehrharta eckloniana Schrad. ex Schult. & Schult. f. - Ehrharta erecta Lam. Originària d'Àfrica. - Ehrharta festucacea Willd. - Ehrharta filiformis (Nees) Mez - Ehrharta geniculata (Thunb.) Thunb. - Ehrharta gigantea (Thunb.) Thunb. - Ehrharta godefroyi C. Cordem. - Ehrharta hispida P. Beauv. ex Steud. - Ehrharta juncea (R. Br.) Spreng. - Ehrharta laevis (R. Br.) Spreng. - Ehrharta laxiflora Schrad. | - Ehrharta longiflora Sm. - Ehrharta longifolia Schrad. - Ehrharta longigluma C.E. Hubb. - Ehrharta longiseta Schrad. - Ehrharta microlaena Nees ex Trin. - Ehrharta mnemateia L. f. - Ehrharta nutans Lam. - Ehrharta oreophila (D.I. Morris) L.P.M. Willemse - Ehrharta ottonis Kunth ex Nees - Ehrharta ovata Nees - Ehrharta panicea Sm. - Ehrharta paniciformis Nees ex Trin. - Ehrharta penicillata C. Cordem. - Ehrharta pilosa Willd. ex Steud. - Ehrharta punicea J.F. Gmel. - Ehrharta pusilla Nees ex Trin. - Ehrharta ramosa (Thunb.) Thunb. - Ehrharta rehmannii Stapf - Ehrharta rupestris Nees ex Trin. - Ehrharta schlechteri Rendle - Ehrharta setacea Nees - Ehrharta stipoides Labill. - Ehrharta stricta Nees ex Trin. - Ehrharta subspicata Stapf - Ehrharta tasmanica (Hook. f.) L.P.M. Willemse - Ehrharta tenacissima (Nees) Steud. - Ehrharta tenella Spreng. - Ehrharta thomsonii Petrie - Ehrharta thunbergii Gibbs.-Russ. - Ehrharta triandra Nees ex Trin. - Ehrharta tricostata Stapf - Ehrharta trochera Schrad. - Ehrharta undulata Nees ex Trin. - Ehrharta uniflora Burch. ex Stapf - Ehrharta uniglumis F. Muell. - Ehrharta urvilleana Kunth - Ehrharta varicosa Nees ex Trin. - Ehrharta versicolor Schrad. - Ehrharta villosa Schult. & Schult. f. - Ehrharta virgata Launert |